# Andaniexis abyssi
Andaniexis abyssi är en kräftdjursart som först beskrevs av Boeck 1871.  Andaniexis abyssi ingår i släktet Andaniexis och familjen Stegocephalidae. Arten är reproducerande i Sverige. Inga underarter finns listade i Catalogue of Life.